# Edmore (Michigan)
Pour les articles homonymes, voir Edmore.
La ville américaine d’Edmore est située dans le comté de Montcalm, dans l’État du Michigan. Lors du recensement de 2010, sa population s’élevait à 1 201 habitants.

## Source
- (en) Cet article est partiellement ou en totalité issu de l’article de Wikipédia en anglais intitulé « Edmore, Michigan » (voir la liste des auteurs).